# Lok-Sabha-Wahlkreis Belgaum South
Der Lok-Sabha-Wahlkreis Belgaum South war 1951 ein Wahlkreis bei den Wahlen zur Lok Sabha, dem Unterhaus des indischen Parlaments. Er lag im damaligen Bundesstaat Bombay und umfasste den Südteil des Distrikts Belagavi (Belgaum). Sein Nachfolger war ab der Lok-Sabha-Wahl 1957 der Wahlkreis Belgaum.

## Abgeordnete
| Wahl | Name                          | Partei | Stimmen |
| ---- | ----------------------------- | ------ | ------- |
| 1951 | Shankargouda Virangouda Patil | INC    | 50,4 %  |